# Xerolygus orocopiae
Xerolygus orocopiae är en insektsart som beskrevs av Bliven 1957. Xerolygus orocopiae ingår i släktet Xerolygus och familjen ängsskinnbaggar. Inga underarter finns listade i Catalogue of Life.